# 蒯德標
蒯德標，字蔗农，安徽合肥人。中國清朝官員。
道光二十四年（1844年）甲辰恩科舉人。累官湖北布政使。光緒十五年（1889年）調任台灣布政使。翌年調任廣東布政使。